# 顺圣县
顺圣县，中国古县名。
辽朝应历中置，治所在今河北省阳原县东北东城。属奉圣州，寻属宏州。明朝初年省。